# Richard L. Neuberger
Richard Lewis Neuberger, född 26 december 1912 i Multnomah County, Oregon, död 9 mars 1960 i Portland, Oregon, var en amerikansk demokratisk politiker och journalist. Han representerade delstaten Oregon i USA:s senat från 1955 fram till sin död.
Neuberger studerade 1935 vid University of Oregon. Han arbetade som korrespondent för The New York Times 1939–1954. Han tjänstgjorde i USA:s armé under andra världskriget och befordrades till kapten. Han gifte sig den 20 december 1945 med Maurine Brown. Makarna Neuberger tjänstgjorde samtidigt i Oregons lagstiftande församling i början av 1950-talet, han i delstatens senat och hon i delstatens representanthus.
Neuberger efterträdde 1955 Guy Cordon som senator för Oregon. Han avled 1960 i ämbetet och efterträddes av Hall S. Lusk.
Neuberger var judisk och han gravsattes på Beth Israel Cemetery i Portland. Änkan Maurine var senator för Oregon 1960–1967.